# Мемфис Гриззлис
«Ме́мфис Гри́ззлис» (англ. Memphis Grizzlies) — профессиональный баскетбольный клуб, выступающий в Национальной баскетбольной ассоциации (НБА). Команда играет в Юго-Западном дивизионе Западной конференции НБА. Клуб присоединился к лиге в 1995 году, одновременно с «Торонто Рэпторс», в результате расширения НБА в Канаду и располагался в Ванкувере, Британская Колумбия. В 2001 году переехал в город Мемфис, Теннесси. Основным владельцем «Гриззлис» является Роберт Пера. Домашние игры проводит на арене «FedExForum».

## История

### 1995—2001: Ванкувер Гриззлис

#### Создание команды
«Ванкувер Гриззлис» и «Торонто Рэпторс» присоединились к НБА перед сезоном 1995/96 года. Они стали первыми клубами из Канады, выступающими в НБА, хотя в сезоне 1946/1947 в Баскетбольной ассоциации Америки (БАА), одной из двух лиг, которые в 1949 году сформировали НБА, выступала команда «Торонто Хаскис». 27 апреля 1994 года Совет управляющих НБА официально объявил о принятии нового клуба из Ванкувера в ассоциацию 29-й командой. Это известие шокировало спортивную общественность Ванкувера, так как никто не ожидал, что новая команда будет создана в их городе. Последний раз попытка расширить лигу на север была сделана ещё в 1980-х годах. Владельцем нового клуба стал Артур Гриффитс. В то время Гриффитсу принадлежала также «Ванкувер Кэнакс» из Национальной хоккейной лиги, и у него были планы о строительстве новой спортивной арены к сезону 1995/96.
Изначально для «Гриззлис» планировалось название «Ванкувер Маунтис», однако Королевская канадская конная полиция возразила против использования её прозвища в названии клуба. После этого было решено использовать название «Гриззлис» в честь медведей гризли, для которых Британская Колумбия является одним из главных мест обитания. Домашней ареной «Гриззлис» стал стадион «Дженерал Моторс Плэйс», на котором также стала выступать команда «Ванкувер Кэнакс» из НХЛ.

#### Первые годы

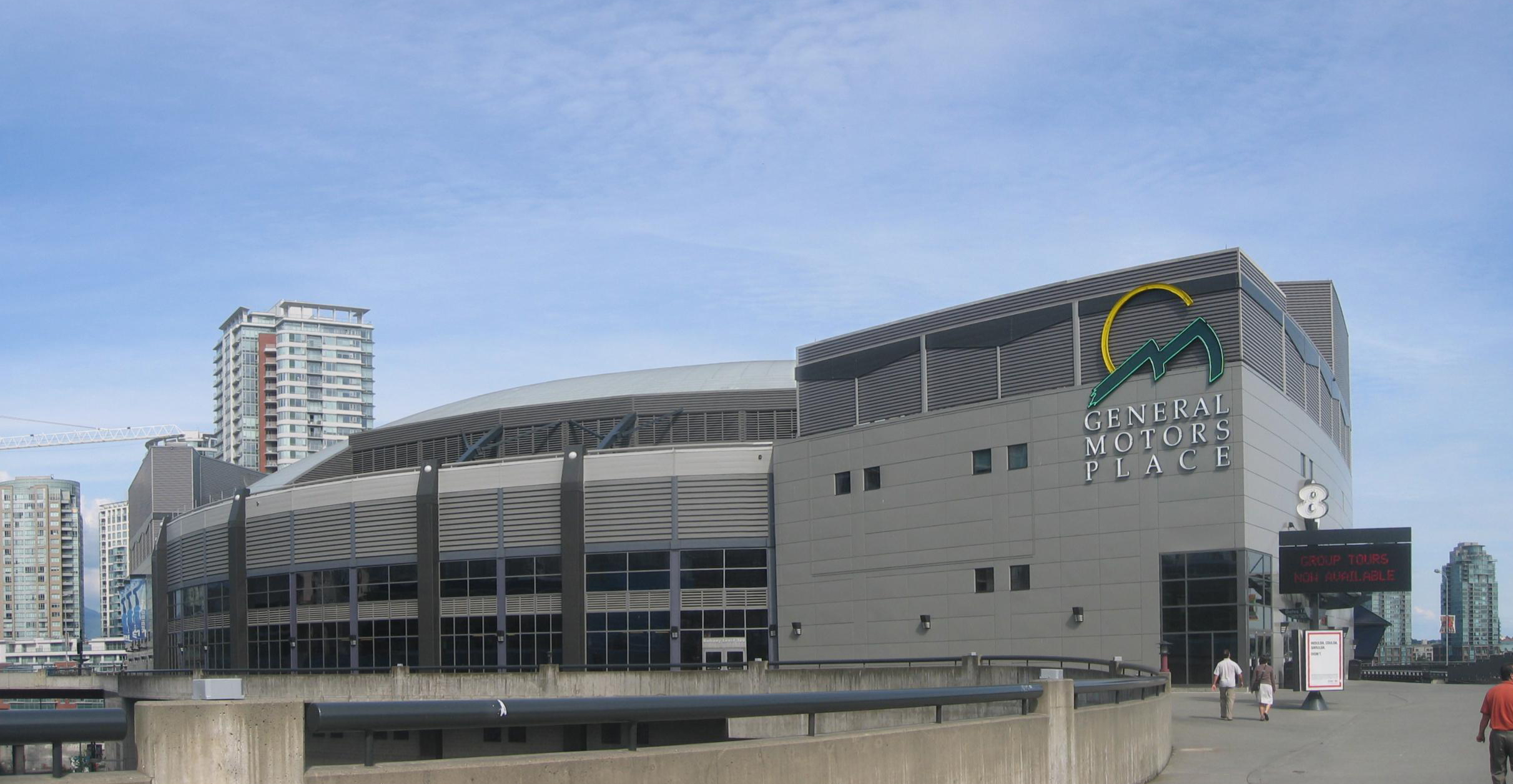
«Дженерал Моторс Плэйс» — домашняя арена «Ванкувер Гриззлис» в 1995—2001 годах

19 июня 1995 года руководство клуба назвало имя первого главного тренера команды. Им стал 43-летний Брайан Винтерс, который последние 9 сезонов работал ассистентом Ленни Уилкенса (2 года в «Атланте Хокс» и 7 лет в «Кливленд Кавальерс»). 24 июня 1995 года состоялся драфт расширения на котором «Гриззлис» выбрали 13 игроков из других команд лиги. Проиграв сбрасывание монетки, на драфте расширения «Гриззлис» выбирали вторыми после «Рэпторс», а во время основного драфта команда из Ванкувера выбирала раньше «Рэпторс». Во время основного драфта 1995 года «Гриззлис» и «Рэпторс» дали возможность выбирать под 6-м и 7-м номерами соответственно. Такие поздние номера объясняются тем, что согласно договору расширения команды отказались от права на первые номера драфта до 1999 года. Первым в истории команды выбором на драфте стал центровой Брайан Ривз из университета штата Оклахома.
Стартовала команда в дебютном сезоне с двух подряд побед. В первой игре «Гриззлис» выиграли у «Портленд Трэйл Блэйзерс» на выезде, а 5 ноября на домашней площадке обыграли «Миннесоту Тимбервулвз» со счетом 100-98. Однако после столь удачного старта проиграли 19 игр подряд. С февраля по апрель команда проиграла ещё 23 игры подряд, установив антирекорд лиги. Сезон они закончили с результатом 15-67, став худшими в чемпионате. Во время драфта 1996 года в клуб выбрали Шариф Абдур-Рахима под 3-м номером. Однако несмотря на хорошую игру Абдур-Рахима, который набирал в среднем по 18,7 очков за игру, сезон 1996/97 команда опять закончила с худшим результатом в лиге 14-68. В результате лотереи на драфте 1997 года «Гриззлис» получили 4-й номер и выбрали Антонио Дэниелса. Первым номером драфта был выбран центровой Тим Данкан. Перед началом сезона руководство назначило на пост главного тренера Брайана Хилла. Под его руководством команде удалось занять 6-е место в дивизионе с результатом 19-63. Лидер команды Абдур-Рахим набирал по 22,3 очка за игру, Брайан Ривз также улучшил свою игру, набирая по 16,3 очка за игру и делая 7,3 подбора. На драфте 1998 года «Гриззлис» выбрали Майка Бибби под 2-м номером. В укороченном из-за локаута сезоне «Гриззлис» выиграли всего 8 раз. Абдур-Рахим продолжил улучшать свои показатели, набирая по 23 очка и делая 7,3 подбора за игру. Из-за травмы колена Ривз был вынужден пропустить половину сезона. Новичок команды Бибби был выбран в команду новичков НБА. На драфте 1999 года «Гриззлис» выбрали Стива Фрэнсиса под 2-м номером, Фрэнсис публично заявил, что он не хочет играть за «Гриззлис», объясняя это большим расстоянием от родного дома в Мэриленде, налогами и «волей Божьей». Его сильно критиковали, особенно в Ванкувере, и в итоге Фрэнсис был обменян в «Хьюстон Рокетс» в ходе мега сделки, включавшей в себя 3 команды и 11 игроков. Сезон «Гриззлис» закончили с результатом 22-60 и опять стали худшей командой в чемпионате, а Фрэнсис в Хьюстоне стал новичком года. Сезон 2000/01 команда закончила с результатом 23-59. Последняя домашняя игра на арене «Дженерал Моторс Плэйс» проходила 14 апреля 2001 года. «Гриззлис» встречались с «Хьюстон Рокетс» и проиграли со счетом 100-95, игрок Хьюстона Фрэнсис был освистан болельщиками «Гриззлис». Последнюю игру в сезоне команда проводила на выезде против «Голден Стэйт Уорриорз», в которой победила со счетом 95-81.

#### Переезд в Мемфис
После локаута в НБА посещаемость игр «Гриззлис» сильно упала из-за чего владелец команды, Orca Bay Sports and Entertainment, стал терять деньги. НБА отклонила предложение продать клуб Биллу Лори, владельцу «Сент-Луис Блюз» из НХЛ, который открыто заявлял о желании переместить команду в Сент-Луис, Миссури. В 2000 году «Гриззлис» купил Майкл Хейсли, пообещав, что оставит её в Ванкувере. Однако посещаемость домашних игр «Гриззлис» продолжала падать. После 6 неудачных сезонов в НБА, Майкл Хесли решил перевезти команду. Неудачные сезоны, плохой моральный дух, уменьшающаяся поддержка болельщиков загнала «Гриззлис» в долги. 19 февраля Хесли выехал в Мемфис, чтобы провести переговоры с руководством города о возможности переезда.
26 марта 2001 года, к руководству НБА поступило два заявления от «Гриззлис» и «Шарлотт Хорнетс» с просьбой разрешить переезд в Мемфис. Просьба «Гриззлис» была удовлетворена. Крупнейшая компания Мемфиса FedEx заявила о своем желании купить права на название клуба. Компания хотела, чтобы «Гриззлис» изменили своё название на «Мемфис Экспресс», однако НБА отказала в таком переименовывании, заявив, что не позволит командам брать корпоративные имена. Хотя «Шарлотт Хорнетс» отказали в переезде в Мемфис, она переехала в Новый Орлеан перед сезоном 2002/03. «Гриззлис» не стала первой профессиональной баскетбольной командой в городе. До этого, с 1971 по 1975 год в городе играли «Мемфис Саундс» из Американской баскетбольной ассоциации, которая потом переехала в Балтимор и впоследствии обанкротилась.

### 2001—настоящее время: Мемфис Гриззлис

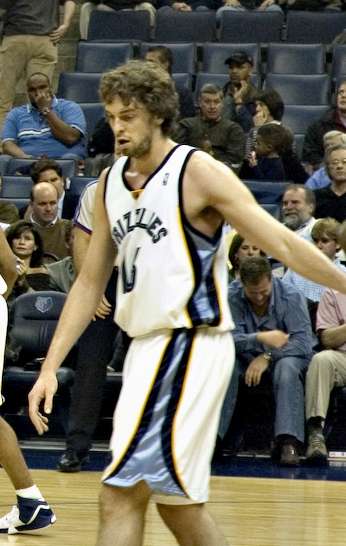
Новичок года 2002 — Пау Газоль

Во время драфта 2001 года, «Атланта Хокс» выбрала под третьим номером Пау Газоля и обменяла его в «Гриззлис» на Шарифа Абдур-Рахима. На драфте «Гриззлис» выбрали под 6 номером Шейна Баттье, который быстро стал у болельщиков одним из самых любимых игроков. Свой первый матч на новой арене «Пирамид арена» (англ. «Pyramid arena») «Гриззлис» проиграли «Детройт Пистонс» со счетом 90-80. Сезон команда закончила на последнем месте в конференции с результатом 23-59. Несмотря на столь неудачный сезон, новичок команды Пау Газоль хорошо вписался в команду, набирая в среднем по 17,6 очка за игру, Баттье также неплохо выступил, набирая более 14 очков за игру. В сезоне 2001/02 Пау Газоль стал Новичком года. Несмотря на хорошие выборы во время драфта, генеральный менеджер Билл Найт был уволен в конце сезона. В 2002 на его место был нанят бывший генеральный менеджер «Лос-Анджелес Лейкерс» Джерри Уэст.
Сезон 2002/03 команда стартовала с результатом 0-8, в результате чего, главный тренер Сидни Лав ушёл со своего поста, а на его место был нанят Хуби Браун. После прихода нового тренера, команда проиграла ещё 5 игр подряд, пока не перервала проигрышную серию, одержав победу над «Вашингтон Уизардс» 85-74. Сезон «Гриззлис» закончила с рекордным для себя показателем 28-54.

#### 2003—2006: Выход в плей-офф

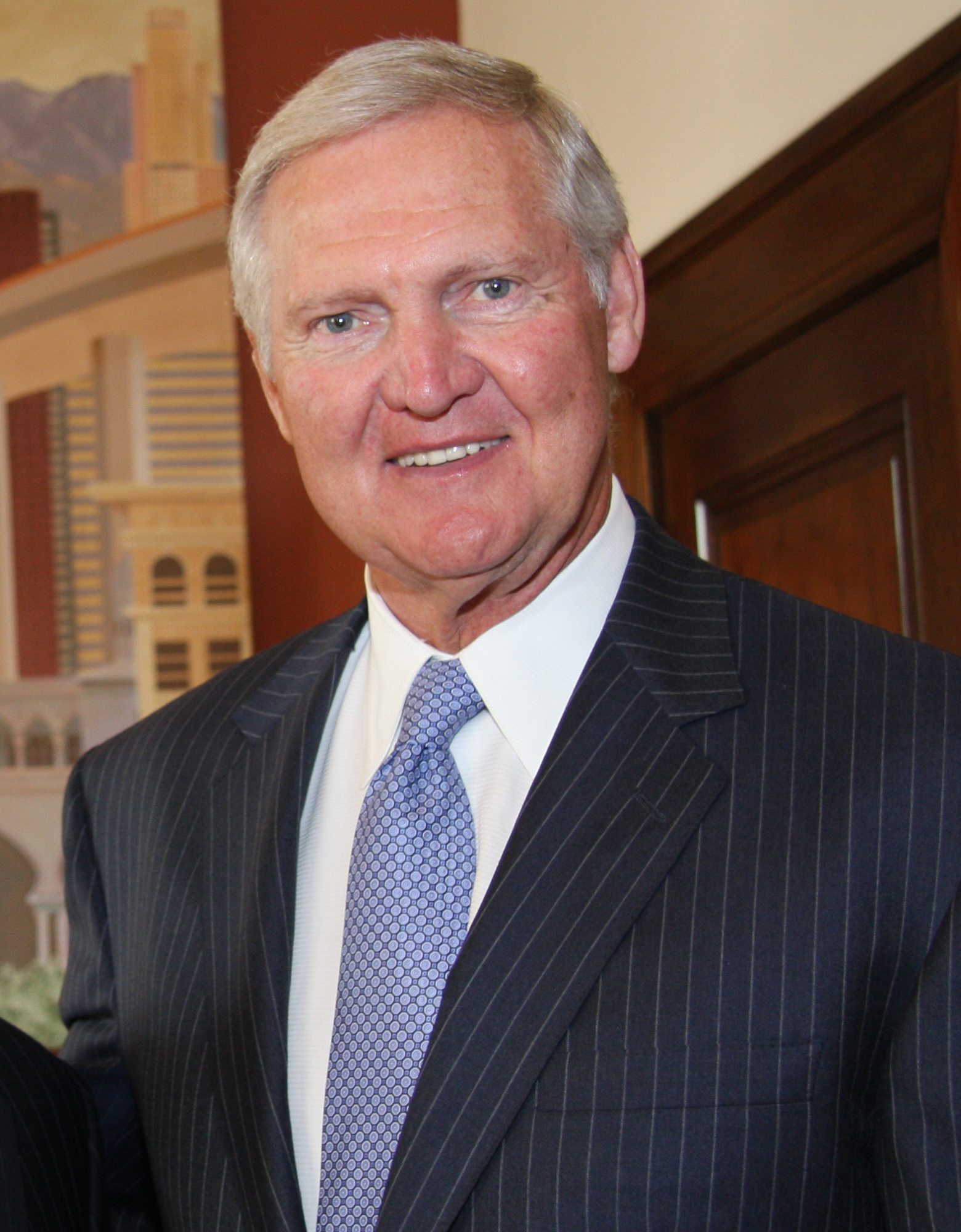
Генеральный менеджер команды Джерри Уэст

Сезон 2003/04 «Гриззлис» стартовали с результатом 9-8 и с каждым месяцем улучшали свои показатели. Так, в январе команда выиграла 10 из 14 игр, а в марте — 13 из 15. В сезоне 2003/04 «Гриззлис» заняли 6 место в Западной конференции с результатом 50-32 и впервые в своей истории вышли в плей-офф. За столь успешную игру, 70 летний тренер Хуби Браун был назван Тренером года. В плей-офф команда встретилась с «Сан-Антонио Спёрс», где проиграла 4 игры подряд. Генеральный менеджер команды Джерри Уэст был назван Менеджером года.
В сезоне 2004/05 Гриззлис переехали в новую домашнюю арену — FedExForum, однако сезон начали слабо, выиграв 5 игр из 12. 25 ноября 2004 года, 71 летний главный тренер Хуби Браун подал в отставку, сославшись на проблемы со здоровьем. Его должность временно занял Лайонел Холлинс. В декабре постоянным главным тренером был нанят один из самых успешных тренеров в НБА — Майк Фрателло. С помощью Фрателло, команде удалось перейти порог в 50 % побед и второй сезон подряд выйти в плей-офф. В плей-офф «Гриззлис» проиграли 4-0 победителю конференции по результатам регулярного чемпионата «Финикс Санз». В межсезонье команда провела активную кадровую политику. Команда продала Бонзи Уеллса, Джейсона Уильямса, Стромайла Свифта и Джеймса Поузи, а приобрела Дэймона Стадемайра, Бобби Джексона, Хакима Уоррика и Эдди Джонса.
Сезон 2005/06 стал одним из самых удачных в истории «Гриззлис». Команда одержала 49 побед в сезоне (на одну победу меньше, чем в рекордном сезоне 2003/04) и заняла 5-е место в конференции (рекорд команды). По итогам сезона Пау Газоль был выбран для участия в матче всех звёзд, а лучшим шестым игроком НБА стал Майк Миллер, который в среднем за игру забивал 13,7 очка, и за весь регулярный чемпионат сделал 138 точных трёхочковых бросков. В плей-офф команда встретилась с «Даллас Маверикс». «Гриззлис» опять проиграли со счетом 4-0. Таким образом, «Гриззлис» установили рекорд по самому длинному стрику проигрышей в играх плей-офф — 12 игр. Три года подряд «Гриззлис» не выиграли в плей-офф ни одной игры.

#### 2006—2009: Новая серия неудач
После драфта 2006 года, Джерри Уэст обменял Шейна Баттье в «Хьюстон Рокетс», на их выбор первого раунда драфта Руди Гея. Сезон команда начала без одного из своих лидеров. В межсезонье, во время чемпионата мира по баскетболу, игравший за свою национальную сборную Пау Газоль сломал ногу и вынужден был пропустить первые 22 игры. Начала сезон команда слабо, выиграв 5 игр и проиграв 17. Частичное выздоровление Газоля не помогло «Гриззлис», которые проиграли ещё 7 раз в 8 играх. В результате главный тренер Фрателло был уволен, а его место занял Тони Бароне. До этого Бароне никогда не тренировал команды в НБА. Однако, тренируя университетские команды он трижды становился тренером года. Сезон «Гриззлис» закончили с худшим результатом лиги 22-60. После столь неудачного сезона, Джерри Уэст подал в отставку. Руководство клуба также наняло нового главного тренера. Им стал Марк Айварони, бывший заместитель тренера «Финикс Санз». Несмотря на то, что «Гриззлис» стали худшей командой сезона и имели лучшие шансы получить первый выбор на драфте, на драфте 2007 года «Гриззлис» выбирали четвёртыми. Команда выбрала Майка Конли младшего, защитника из Огайо.
18 июня 2007 года «Гриззлис» объявили, что новым генеральным менеджером и вице-президентом по баскетбольным операциям стал бывший генеральный менеджер «Бостон Селтикс» Крис Уоллес. Через несколько дней «Гриззлис» наняло Джонни Дэвиса и Дэвида Джоргера на должности заместителей главного тренера. 16 августа 2007 года легенда баскетбола Мемфиса Джин Бартов стал президентом команды по баскетбольным операциям. Сезон 2007/08 «Гриззлис» стартовали также плохо, как в прошлом году. В попытках исправить ситуацию, руководство команды решило продать Пау Газоля. 1 февраля 2008 года Газоль был обменян в «Лос-Анджелес Лейкерс» на Кваме Брауна, Явариса Критентона, Аарона Макки, права на Марка Газоля (младшего брата Пау) и на право выбора в первом раунде 2008 и 2010 драфтов. Однако ситуация стала только хуже. В феврале «Гриззлис» выиграли всего 1 игру, а сезон закончили с результатом 22-60.
В феврале 2008 года, «Хьюстон Рокетс» заключила с «Гриззлис» договор, по которому Стив Фрэнсис переходит в «Гриззлис». 10 лет назад Фрэнсис отказался играть за «Ванкувер Гриззлис», поэтому болельщики высказались негативно о появлении Фрэнсиса в команде. Спустя неделю после покупки, генеральный менеджер Крис Уоллес объявил, что клуб собирается выкупить его контракт. В результате, Фрэнсис так и не появился в играх «Гриззлис» и вынужден был уйти из НБА.
В начале сезона 2008/09 «Гриззлис» проиграли 14 из 18 игр, и к новому году их статистика составляла 10-22. После того, как команда проиграла ещё 12 игр подряд, руководство клуба уволило главного тренера Марка Айварони 22 января 2009 года, а его место временно занял Джонни Дэвис, однако команда продолжала проигрывать, и 25 января главным тренером стал Лайонел Холлинс. Проиграв под руководством ещё 4 игры, «Гриззлис» закончили свой проигрышный стрик, победой над «Вашингтон Уизардс» 113-97. Сезон «медведи» закончили с результатом 24-58.

#### 2009—2019: Эра Руди Гея и Зака Рэндольфа

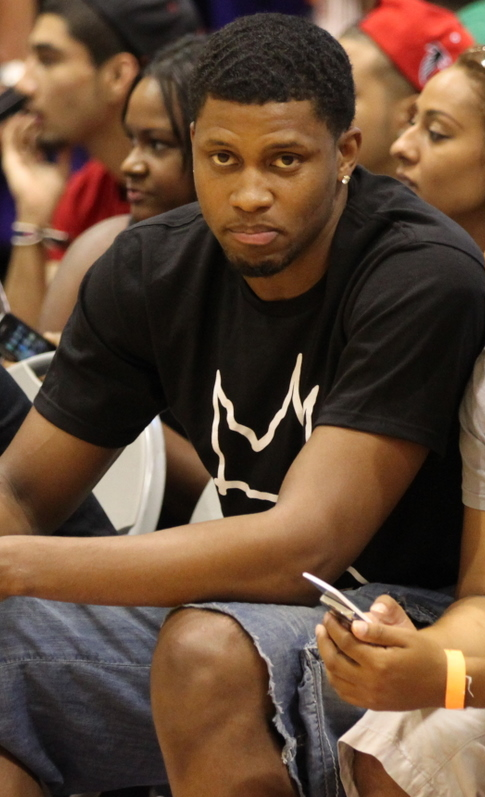
Руди Гей играл за «Гриззлис» в 2006—2013.

25 июня 2009 года, вторым номером драфта команда выбрала Хашима Табита из Университета Коннектикута, который стал первым танзанийским игроком в истории НБА. Гриззлис заключила с ним двухлетний контракт на сумму 7,7 млн долларов. На драфте также был выбран Демарре Кэрролла из Университета Миссури под 27 номером.
9 сентября 2009 года «Гриззлис» подписали контракт с Алленом Айверсоном сроком на год за 3,5 млн долларов. Айверсон был предметом многих споров из-за предыдущего сезона в «Детройте», однако в одном из интервью Айверсон сказал, что Бог выбрал Мемфис, чтобы он продолжил в нём свою карьеру. Однако Айверсон сыграл в команде всего 3 игры (все выездные), после чего покинул команду в связи с «личными проблемами». 16 ноября «Гриззлис» объявили, что разорвали с Айверсоном контракт по взаимному согласию. Практически весь сезон команда боролась за попадание в плей-офф, однако, сезон закончила на 10 месте в конференции с результатом 40-42.
Сезон 2010/11 стал десятым сезоном клуба в Мемфисе. По этому случаю на паркете домашней арены были нанесены специальные надписи. В сезоне команда одержала 46 побед при 36 поражениях и заняла 8 место в Западной конференции и попала в плей-офф. 17 апреля 2011 года «Гриззлис» одержали свою первую победу в играх плей-офф, обыграв на выезде «Сан-Антонио Спёрс» 91-88. Уже 29 апреля клуб праздновал свою первую выигрышную серию в плей-офф, после того как в 6 игре обыграл «Спёрс» 99-91 и выиграв серию со счётом 4-2. Эта победа стала всего четвёртой в истории НБА, когда команда занявшая 8 место в регулярном чемпионате сумела обыграть лидера конференции. Во втором раунде плей-офф «Гриззлис» встретились с «Оклахома-Сити Тандер». В серии из 7 игр победителем оказалась команда из Оклахома-Сити. По окончании сезона клуб заключил новые соглашения с лидерами Марком Газолем и Хамедом Хаддади. Шейн Баттье став свободным агентом перешёл в «Майами Хит».
В сокращённом сезоне 2011/12 «Гриззлис» одержали 41 победу при 25 поражениях и заняли 4 место в Западной конференции. В первом раунде плей-офф «Мемфис» встретились с «Лос-Анджелес Клипперс». В серии из 7 игр победителем оказалась команда из Лос-Анджелеса. В межсезонье «Гриззлис» не сделали квалификационное предложение О Джей Мейо, что сделало его неограниченным свободным агентом. 19 июля Мейо подписал двухлетний контракт с «Даллас Маверикс».
31 января 2013 года Руди Гей и центровой Хамед Хаддади в результате сделки с участием трёх команд перешли в «Торонто Рэпторс», «Мемфис Гризлис» получили форвардов Эда Дэвиса, Тэйшона Принса и Остина Дэя и право выбора во втором раунде драфта, а в «Детройт Пистонс» перешёл защитник Хосе Кальдерон.

#### 2019—настоящее время: Эра Джа Моранта
После окончания сезона 2018/19 контролирующий владелец Роберт Пера объявил о реструктуризации отдела баскетбольных операций «Гриззлис»: «Чтобы вывести команду на путь устойчивого успеха, необходимо было изменить наш подход к баскетбольным операциям». Джей Би Бикерстафф был освобожден от обязанностей главного тренера, а генеральный менеджер Крис Уоллес был переведен на роль исключительно скаута игроков. Джейсон Векслер был объявлен президентом команды, а Закари Клейман был повышен до генерального менеджера и директором по баскетбольным операциям.
12 июня 2019 года «Гриззлис» назначили Тейлора Дженкинса новым главным тренером команды.
27 марта 2025 года «Гриззлис» уволили Дженкинса за девять матчей до конца регулярного чемпионата сезона 2024/25.

## Домашняя арена
Первые 6 сезонов «Гриззлис» играли домашние игры в «Дженерал Моторс Плэйс», Ванкувер, Канада. 5 ноября 1995 года команда сыграла свой первый домашний матч в истории, в котором обыграла «Миннесоту Тимбервулвз» со счетом 100:98. В свой первый сезон, арена собирала более 17 000 болельщиков каждую игру, однако с каждым годом посещаемость арены падала и к сезону 2000/01 составляла менее 14 000 человек. В 2001 году клуб переехал в Мемфис. В то время в городе не было современной арены, поэтому команде пришлось три сезона отыграть на площадке «Пирамид-арена». В июне 2002 в городе началось строительство новой современной спортивной арены. Компания FedEx сразу же заявила о желании стать спонсором такого проекта. 6 сентября 2004 года состоялось открытие новой арены Мемфиса, права на название которой выкупила компания FedEx и назвала её «Федэкс Форум». Посещаемость игр «Гриззлис» была одна из самых низких в чемпионате. В разные годы в среднем каждую игру посещает около от 13 500 до 16 500 человек,  в сезоне 2022/2023 посещаемость составила около 17500 человек, 21 место в НБА.
Домашние арены:
- Ванкувер
  - «Дженерал Моторс Плэйс» (1995—2001)
- Мемфис
  - «Пирамид-арена» (2001—2004)
  - «Федэкс Форум» (2004—наст. время)

## Символика

### Эмблема

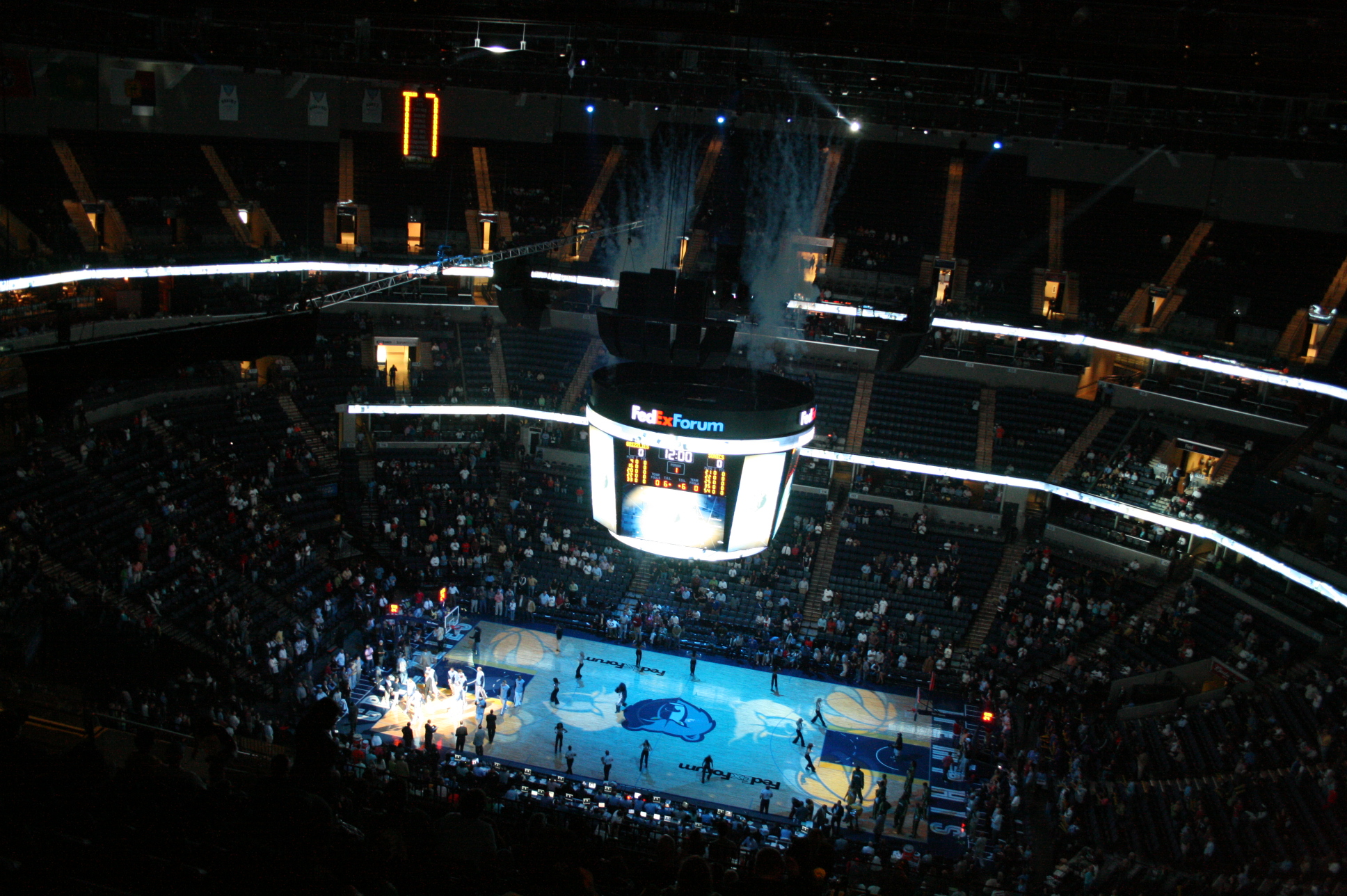
«Федэкс Форум» перед началом игры

11 августа 1994 года было официально объявлено название клуба — «Ванкувер Гриззлис». Во время церемонии, проходившей в Музее антропологии в городе Ванкувер, была также представлена эмблема команды. Ею стало изображение свирепого медведя гризли, держащего в лапе баскетбольный мяч. Над гризли была расположена надпись «Vancouver Grizzlies». Альтернативной эмблемой стало изображение когтистой лапы, держащей баскетбольный мяч.
После переезда команды в Мемфис в 2001 году, надпись над медведем была изменена на «Memphis Grizzlies». В межсезонье 2004 года «Гриззлис» планировали переехать в свою новую домашнюю арену «FedExForum». 24 мая команда представила свою новую эмблему и форму. Ещё в 2001 году, после переезда в Мемфис, руководство клуба хотело полностью сменить имя, эмблему, цвета команды, однако опрос болельщиков показал, что большинство из них отождествляют команду с именем «Гриззлис». Эмблема была изменена на изображение морды медведя в синих тонах, изменилась надпись на эмблеме. Если раньше большими буквами было написано «Grizzlies», а название города маленькими буквами, то в новой эмблеме название города было увеличено, а «Гриззлис» — уменьшено. В альтернативной эмблеме также поменяли цвета, изменив цвет лапы на синий, а цвет баскетбольного мяча с красного на жёлтый.

### Форма
В Ванкувере команда играла домашние игры в белых майках с надписью «Vancouver Grizzlies». На шортах была изображена основная эмблема. Выездная форма была бирюзового цвета. В сезонах 2000/01 домашняя форма немного изменилась, из надписи была убрана надпись «Vancouver», а по бокам майки были добавлены бирюзовые полоски. В выездной форме бирюзовый цвет был изменен на чёрный.
После переезда в Мемфис, надпись на майках была изменена на «Memphis». Перед сезоном 2004/05 команда полностью сменила дизайн формы. В домашней форме цвета надписей и боковых полосок были изменены на синий и вместо «Memphis» появилась надпись «Grizzlies», а в выездной форме чёрный цвет был заменен на тёмно-синий, а надписи и номера игроков стали светло-синими.

### Талисман
Талисманом команды является медведь гризли Гризз (англ. Grizz). Появился Гризз в 1995 году, а в 2001 вместе с клубом переехал в Мемфис — в его задачи входит развлечение болельщиков на всех домашних играх «Гриззлис». Во время сезона 2007/08 Эрику Макмэхону, играющему талисман, был поставлен диагноз лимфогранулематоз, из-за чего он пропустил практически весь сезон. Во время его отсутствия, талисманы других команд НБА и местных команд приезжали на домашние игры «Гриззлис», за свой или за счет своего клуба, чтобы поддержать Макмэхона. Во время дебютного матча сезона 2008/09, болельщики аплодисментами приветствовали возвращение Гризза. Чтобы поддержать Гризза и других больных раком, «Гриззлис» устроили благотворительную программу «Друзья Гризза» (Friends of Grizz), в рамках которой все собранные средства были направлены в St. Jude Children’s Research Hospital. Кроме матчей в чемпионате НБА, Гризз представлял лигу в показательных выступлениях в Индонезии.

## Болельщики
Несмотря на то, что самым любимым спортом в Ванкувере является хоккей, посещаемость игр «Гриззлис» в первые годы составляла 16 000-17 000 человек. Локаут НБА 1998 года сильно снизил популярность баскетбола в Ванкувере, из-за чего посещаемость игр упала до 13 000 и владелец клуба решил перевезти его в Мемфис. Майкл Хейсли утверждал, что у команды слишком слабая поддержка болельщиков, хотя поддержка была более чем достаточной, с учётом того, что «Гриззлис» была одной из худших команд в истории НБА.
С самого создания команды, ситуация вокруг неё была мрачной. Клуб постоянно испытывал проблемы с игроками, некоторые из которых отказывались приезжать в Ванкувер, другие жаловались на погоду, налоги, необходимость постоянно проходить канадскую таможню. Все это не прибавляло популярности клубу. В составе «Гриззлис» в первых сезонах не было ни одного игрока не из США и за 6 сезонов в Ванкувере ни одного канадца. Поэтому команда не смогла заручиться поддержкой ни одной этнической группы в городе. После переезда в Мемфис ни результативность, ни популярность клуба не увеличилась, и домашние игры посещало 13 000-15 000 человек.

### Общественные программы
«Гриззлис» совместно с One on One Basketball поддерживают баскетбольные лагеря и клиники по всей территории США и за её пределами, которые предназначены для детей 7-14 лет. «Гриззлис» также поддерживают программы Jr. NBA/ Jr. WNBA, в которых игроки и тренера НБА и ЖНБА помогают молодёжным баскетбольным организациям. Команда поддерживает программу «Читай, чтобы достичь» (англ. Read to Achieve Program), цель которой привить детям любовь к чтению. В декабре 2001 года «Гриззлис» организовали благотворительный фонд. Каждый месяц клуб проводит аукцион, на котором продаются различные предметы с автографами игроков. Деньги от аукциона идут на поддержку House at St. Jude Children’s Research Hospital.

## Спонсоры
Основными спонсорами команды являются компании: Toyota Motor, Harrah's Entertainment, PepsiCo, First Tennessee, International Paper, ServiceMaster, AutoZone.

## Трансляция игр
Домашние игры «Гриззлис» транслируются на канале Fox Sports South. Часть игр также демонстрируется каналом SportSouth и местной компанией WMC-TV. По радио игры транслируются на радио Soul Classics 103.5 FM.

## Текущий состав
| \| Поз. \| № \| Гражд. \| Имя \| Рост \| Вес \| Откуда \| \| ---- \| -- \| --------- \| --------------- \| ------ \| ------ \| ----------------- \| \| Ф \| 0 \| ! \| Джейлен Уэллс \| 203 см \| 93 кг \| Вашингтон Стэйт \| \| З \| 1 \| ! \| Скотти Пиппен \| 185 см \| 84 кг \| Вандербильт \| \| Ф \| 3 \| ! \| Джейк Ларэвиа \| 201 см \| 107 кг \| Уэйк-Форест \| \| З/Ф \| 5 \| ! \| Винс Уильямс \| 193 см \| 93 кг \| ВКУ \| \| Ф/Ц \| 7 \| Испания ! \| Санти Альдама \| 213 см \| 98 кг \| Лойола (Мэриленд) \| \| Ц \| 8 \| ! \| Колин Каслтон \| 208 см \| 113 кг \| Флорида \| \| З/Ф \| 10 \| ! \| Люк Кеннард \| 196 см \| 93 кг \| Дьюк \| \| З \| 12 \| ! \| Джа Морант \| 188 см \| 79 кг \| Мюррей Стэйт \| \| Ф/Ц \| 13 \| ! \| Джарен Джексон \| 208 см \| 110 кг \| Мичиган Стэйт \| \| Ц \| 14 \| Канада ! \| Зак Иди \| 224 см \| 136 кг \| Пердью \| \| Ф/Ц \| 15 \| Канада ! \| Брэндон Кларк \| 203 см \| 98 кг \| Гонзага \| \| З \| 17 \| Япония ! \| Юки Кавамура \| 173 см \| 81 кг \| Япония \| \| З/Ф \| 22 \| ! \| Десмонд Бэйн \| 196 см \| 98 кг \| ТКУ \| \| З \| 24 \| ! \| Кэм Спенсер \| 193 см \| 93 кг \| Коннектикут \| \| Ц \| 30 \| ! \| Джей Хафф \| 216 см \| 109 кг \| Виргиния \| \| З \| 36 \| ! \| Маркус Смарт \| 191 см \| 100 кг \| Оклахома Стэйт \| \| Ф \| 45 \| ! \| Джи Джи Джексон \| 206 см \| 95 кг \| Южная Каролина \| \| З/Ф \| 46 \| ! \| Джон Кончар \| 196 см \| 95 кг \| Пердью Форт-Уэйн \| | Главный тренер - Тейлор Дженкинс Ассистенты тренера - Джо Бойлэн - Энтони Картер - Туомас Иисало - Ноа Ларош - Джейсон Марч - Патрик Мутомбо - Эрик Шмидт - Патрик Эндрюс Состав • Переходы Последнее изменение: 30 октября 2024 года |           |                 |        |        |                   |
| Поз. | № | Гражд.    | Имя             | Рост   | Вес    | Откуда            |
| Ф | 0 | !         | Джейлен Уэллс   | 203 см | 93 кг  | Вашингтон Стэйт   |
| З | 1 | !         | Скотти Пиппен   | 185 см | 84 кг  | Вандербильт       |
| Ф | 3 | !         | Джейк Ларэвиа   | 201 см | 107 кг | Уэйк-Форест       |
| З/Ф | 5 | !         | Винс Уильямс    | 193 см | 93 кг  | ВКУ               |
| Ф/Ц | 7 | Испания ! | Санти Альдама   | 213 см | 98 кг  | Лойола (Мэриленд) |
| Ц | 8 | !         | Колин Каслтон   | 208 см | 113 кг | Флорида           |
| З/Ф | 10 | !         | Люк Кеннард     | 196 см | 93 кг  | Дьюк              |
| З | 12 | !         | Джа Морант      | 188 см | 79 кг  | Мюррей Стэйт      |
| Ф/Ц | 13 | !         | Джарен Джексон  | 208 см | 110 кг | Мичиган Стэйт     |
| Ц | 14 | Канада !  | Зак Иди         | 224 см | 136 кг | Пердью            |
| Ф/Ц | 15 | Канада !  | Брэндон Кларк   | 203 см | 98 кг  | Гонзага           |
| З | 17 | Япония !  | Юки Кавамура    | 173 см | 81 кг  | Япония            |
| З/Ф | 22 | !         | Десмонд Бэйн    | 196 см | 98 кг  | ТКУ               |
| З | 24 | !         | Кэм Спенсер     | 193 см | 93 кг  | Коннектикут       |
| Ц | 30 | !         | Джей Хафф       | 216 см | 109 кг | Виргиния          |
| З | 36 | !         | Маркус Смарт    | 191 см | 100 кг | Оклахома Стэйт    |
| Ф | 45 | !         | Джи Джи Джексон | 206 см | 95 кг  | Южная Каролина    |
| З/Ф | 46 | !         | Джон Кончар     | 196 см | 95 кг  | Пердью Форт-Уэйн  |

## Статистика
За 23 сезона своего существования (до 2018 года), «Мемфис Гриззлис» выходили в плей-офф НБА 10 раз. Максимальное достижение команды выход в финал конференции в 2013 году. Наилучший показатель побед-поражений команды был 56-26 в сезоне 2012/13, худший результат был 8-42 в сезоне 1998/99.
| Чемпионы лиги | Чемпионы конференции | Чемпионы дивизиона | Попадание в плей-офф |

| Сезон                        | Лига                         | Регулярный сезон             | Регулярный сезон             | Регулярный сезон             | Регулярный сезон             | Регулярный сезон | Регулярный сезон | Регулярный сезон | Плей-офф                                                                                           | Результаты                                                                                |
| Сезон                        | Лига                         | Конференция                  | Место                        | Дивизион                     | Место                        | Победы           | Поражения        | Процент          | Плей-офф                                                                                           | Результаты                                                                                |
| ---------------------------- | ---------------------------- | ---------------------------- | ---------------------------- | ---------------------------- | ---------------------------- | ---------------- | ---------------- | ---------------- | -------------------------------------------------------------------------------------------------- | ----------------------------------------------------------------------------------------- |
| 2012/13                      | НБА                          | Западная                     | 5                            | Юго-Западный                 | 2                            | 56               | 26               | 68,3             | Выиграли в первом раунде плей-офф Выиграли в полуфинале конференции Проиграли в финале конференции | Мемфис 4, Лос-Анджелес Клипперс 2 Мемфис 4, Оклахома-Сити 1 Сан-Антонио Спёрс 4, Мемфис 0 |
| 2013/14                      | НБА                          | Западная                     | 7                            | Юго-Западный                 | 3                            | 50               | 32               | 61,0             | | —                                                                                         |
| 2014/15                      | НБА                          | Западная                     | 5                            | Юго-Западный                 | 2                            | 55               | 27               | 67,1             | Выиграли в первом раунде плей-офф Проиграли в полуфинале конференции                               | Мемфис 4, Портленд 1 Мемфис 2, Голден Стэйт 4                                             |
| 2015/16                      | НБА                          | Западная                     | 7                            | Юго-Западный                 | 2                            | 42               | 40               | 51,2             | Проиграли в первом раунде                                                                          | Мемфис 0, Сан-Антонио 4                                                                   |
| 2016/17                      | НБА                          | Западная                     | 7                            | Юго-Западный                 | 3                            | 43               | 39               | 52,4             | Проиграли в первом раунде                                                                          | Мемфис 0, Сан-Антонио 4                                                                   |
| 2017/18                      | НБА                          | Западная                     | 14                           | Юго-Западный                 | 5                            | 22               | 60               | 26,8             | | —                                                                                         |
| Всего, как «Мемфис Гриззлис» | Всего, как «Мемфис Гриззлис» | Всего, как «Мемфис Гриззлис» | Всего, как «Мемфис Гриззлис» | Всего, как «Мемфис Гриззлис» | Всего, как «Мемфис Гриззлис» | 658              | 720              | 47,8             | 2001—2018                                                                                          | 2001—2018                                                                                 |
| Всего в регулярном сезоне    | Всего в регулярном сезоне    | Всего в регулярном сезоне    | Всего в регулярном сезоне    | Всего в регулярном сезоне    | Всего в регулярном сезоне    | 759              | 1079             | 41,3             | 1995—2018                                                                                          | 1995—2018                                                                                 |

## Руководство
```

```

| Главные тренеры - 1995—1997: Брайан Винтерс - 1997: Стю Джексон - 1997—1999: Брайан Хилл - 1999—2000: Лайонел Холлинс - 2000—2002: Сидни Лав - 2002—2004 Хуби Браун - 2004: Лайонел Холлинс - 2004—2006: Майк Фрателло - 2006—2007: Тони Бароне - 2007—2009: Марк Айварони - 2009: Джонни Дэвис - 2009—2013: Лайонел Холлинс - 2013—2016: Дэвид Джоргер - 2016—2017: Дэвид Физдейл - 2017—2019: Джей Би Бикерстафф | Генеральные менеджеры - 1994—2000: Стю Джексон - 2000—2002: Билли Найт - 2002—2007: Джерри Уэст - 2007—2019: Крис Уоллес |

## Индивидуальные награды
| Новичок года НБА - Пау Газоль — 2002 Тренер года - Хуби Браун — 2004 Менеджер года НБА - Джерри Уэст — 2004 Лучший шестой игрок НБА - Майк Миллер — 2006 Лучший оборонительный игрок НБА - Марк Газоль — 2013 Участие в Матче всех звёзд НБА - Пау Газоль — 2006 - Зак Рэндольф — 2010, 2013 - Марк Газоль — 2012, 2015 - Джа Морант - 2022, 2023 | Первая сборная всех звёзд НБА - Марк Газоль — 2015 Вторая сборная всех звёзд НБА - Марк Газоль — 2013 Третья сборная всех звёзд НБА - Зак Рэндольф — 2011 Первая сборная всех звёзд защиты НБА - Тони Аллен — 2012, 2013, 2015 Вторая сборная всех звёзд защиты НБА - Тони Аллен — 2011, 2016, 2017 - Марк Газоль — 2013 - Майк Конли — 2013 Приз за спортивное поведение НБА - Майк Конли — 2014, 2016 | Сборная новичков НБА - Шариф Абдур-Рахим — 1997 - Майк Бибби — 1999 - Майк Миллер — 2001 - Пау Газоль — 2002 - Шейн Баттье — 2002 - Руди Гей — 2007 - О Джей Мейо — 2009 Вторая команда сборной новичков НБА - Брайант Ривз — 1996 - Гордан Гиричек — 2003 - Хуан Карлос Наварро — 2008 - Марк Газоль — 2009 |